# Erwin Busse
Karl Walter Erwin Busse (* 4. Oktober 1902 in Dessau; † 15. April 1984 in Kassel) war ein deutscher Fossiliensammler und Paläontologe. Er war ein führender Experte des nordhessischen Muschelkalks.

## Leben
Busse, Sohn eines Pfarrers, wuchs in Saarbrücken und ab 1908 in Kassel auf und war hauptberuflich ab 1924 Angestellter der AOK Kassel bis zum Ruhestand 1965. Er sammelte im Kasseler Meeressand und im hessischen Muschelkalk und war freiwilliger Mitarbeiter beim Hessischen Landesamt für Bodenforschung, für die er viele Beiträge zu den Erläuterungen geologischer Karten schrieb, z. B. für Kassel. Außerdem veröffentlichte er viel zur Paläontologie und Stratigraphie des Muschelkalks (ab 1952), unter anderem in den Notizblättern des Hessischen Landesamts bzw. im Geologischen Jahrbuch Hessen.
Seine Sammlungen gingen an das Naturkundemuseum (Ottoneum) Kassel, an dessen Neuaufbau nach Kriegszerstörung er wesentlich beteiligt war. Auch Busses eigene Sammlung wurde durch Bombenangriffe im Zweiten Weltkrieg zerstört (er selbst war 1940 bis 1945 Soldat). Er war mit den Sammlern Heinrich Illers (Vorstandsmitglied der AOK) und Hans Penndorf befreundet und seit 1920 im Verein für Naturkunde in Kassel.

## Ehrungen und Auszeichnungen
- 1963 wurde er Ehrendoktor der Universität Frankfurt.

Nach Erwin Busse benannte Arten:
- Ceratites bussei URLICHS & MUNDLOS 1980[1]

## Schriften
- Feinstratigraphie und Fossilführung des Trochitenkalks im Meißnergebiet, Nordhessen, Notizbl. Hess. Landesamt f. Bodenf., VI, 3, 1952, 118–137.
- Stratigraphische Beziehungen des Oberen Muschelkalkes im Diemelgebiet und am Meißner in Niederhessen. In: Z. dt. geol. Ges., Band 111, 1959, S. 245–246.
- Ceratites armatus PHILIPPI im Oberen Muschelkalk des Meißners (Niederhessen). In: Notizbl. hess. L.-Amt Bodenforsch., 90, Taf. 10, Wiesbaden 1962, S. 87–92.
- Stratigraphie des Unteren Muschelkalks (Wellenkalk) im westlichen Meißner-Vorland. In: Ver. Naturkde. Kassel, Band 62, 1964, S. 1–35.
- Ceratiten und Ceratiten-Stratigraphie. In: Notizbl. Hess. Landesamt f. Bodenforsch., 98, 1970, S. 112–145.
- Fazies und Fauna des Oberen Muschelkalkes von Willebadessen. In: Philippa, Band 1, Heft 3, 1972, S. 110–126.
- mit Manfred Horn: Neue Fossilfunde im Mittleren Buntsandstein NW-Hessens und ihre Bedeutung für die Paläogeographie. In: Geol. Jb. Hessen, Band 106, 1978, S. 131–142.